# Trichomanes brassii
Trichomanes brassii là một loài dương xỉ trong họ Hymenophyllaceae. Loài này được D.J.Ohlsen mô tả khoa học đầu tiên năm 2020.